# Toyota i-Road
Der Toyota i-Road ist ein dreirädriges und zweisitziges Leichtelektromobil des japanischen Herstellers Toyota.

## Modellbeschreibung
Das Konzeptfahrzeug wurden im März 2013 auf dem Genfer Auto-Salon der Weltöffentlichkeit vorgestellt. Es verfügt über Frontantrieb mittels zweier Radnabenmotoren in den Vorderrädern mit je 2 kW (2,7 PS) Leistung. Die angegebene Reichweite der Lithium-Ionen-Batterie liegt bei 50 km und die Batterie soll in ungefähr 3 Stunden geladen werden können. Die Höchstgeschwindigkeit liegt bei 60 km/h, jedoch sind die Modelle in Europa auf 45 km/h gedrosselt. Hierdurch kann der i-Road in Deutschland je nach Bundesland ab 15 bzw. 16 Jahren mit Führerscheinklasse AM gefahren werden. Wie bei einem Gabelstapler wird über das einzelne Hinterrad gelenkt. Die Vorderräder haben eine Neigetechnik (Active Lean) und sind so aufgehängt, dass sich die Kabine in Kurven legen kann. Die beiden Sitze des i-Roads sind hintereinander angeordnet, wobei der Mitfahrer seine Beine links und rechts des Fahrersitzes positionieren muss und zwischen Rücklehne und Rückwand recht wenig Platz hat.
Das Konzeptfahrzeug war Toyota für eine Serienproduktion zu teuer.

## Carsharing-Projekte
Der i-Road wurde in verschiedenen Städten getestet. Von 2014 bis 2017 waren 35 Fahrzeuge Teil des Carsharing-Projektes Cite-Lib in der französischen Stadt Grenoble. Zunächst mussten die Nutzer in Grenoble einen 45-minütigen Fahrkurs absolvieren, da die Neigetechnik und vor allem das Rückwärtsrangieren etwas Übung benötigt. Zudem gab es Projekte in den japanischen Städten Toyota und Tokio, wobei bei letzterer die Fahrzeuge an fünf zentral gelegenen Punkten wieder zurückgegeben werden konnten. Unter dem Namen „Ha:mo“ (harmonische Mobilität) testet Toyota seit 2012 Carsharing- und neue Mobilitätslösungen und der i-Road ist Teil dieser Testreihen. Nach dem Ende des Projektes in Grenoble fuhren i-Roads in kleineren Projekten in Europa. 2020 gab es Projekte in Berlin und Köln, bei denen beispielsweise Pflegedienste den i-Road für Evaluationsfahrten nutzen konnten.

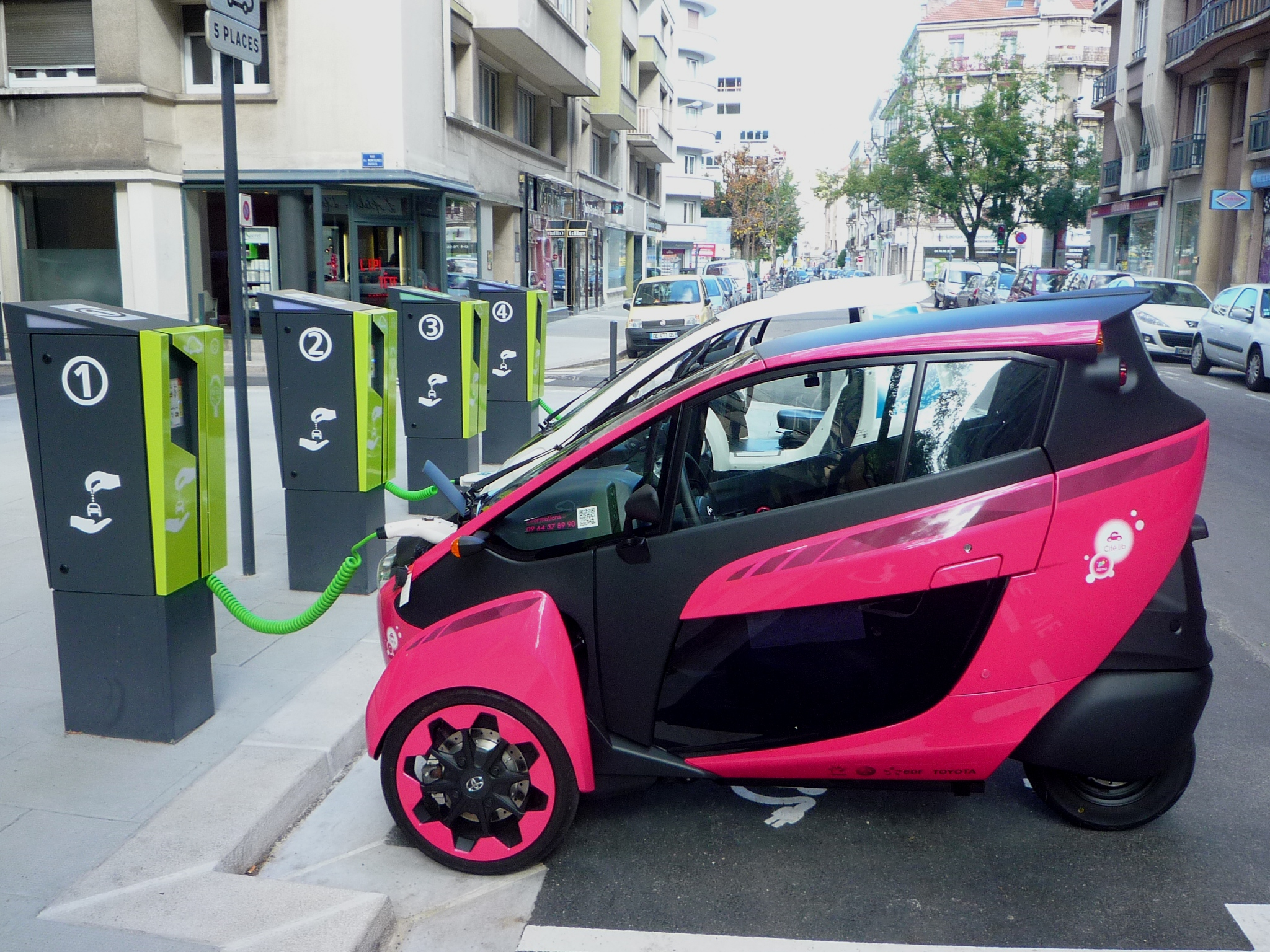
i-Road an einer Ladesäule in Grenoble (2014)
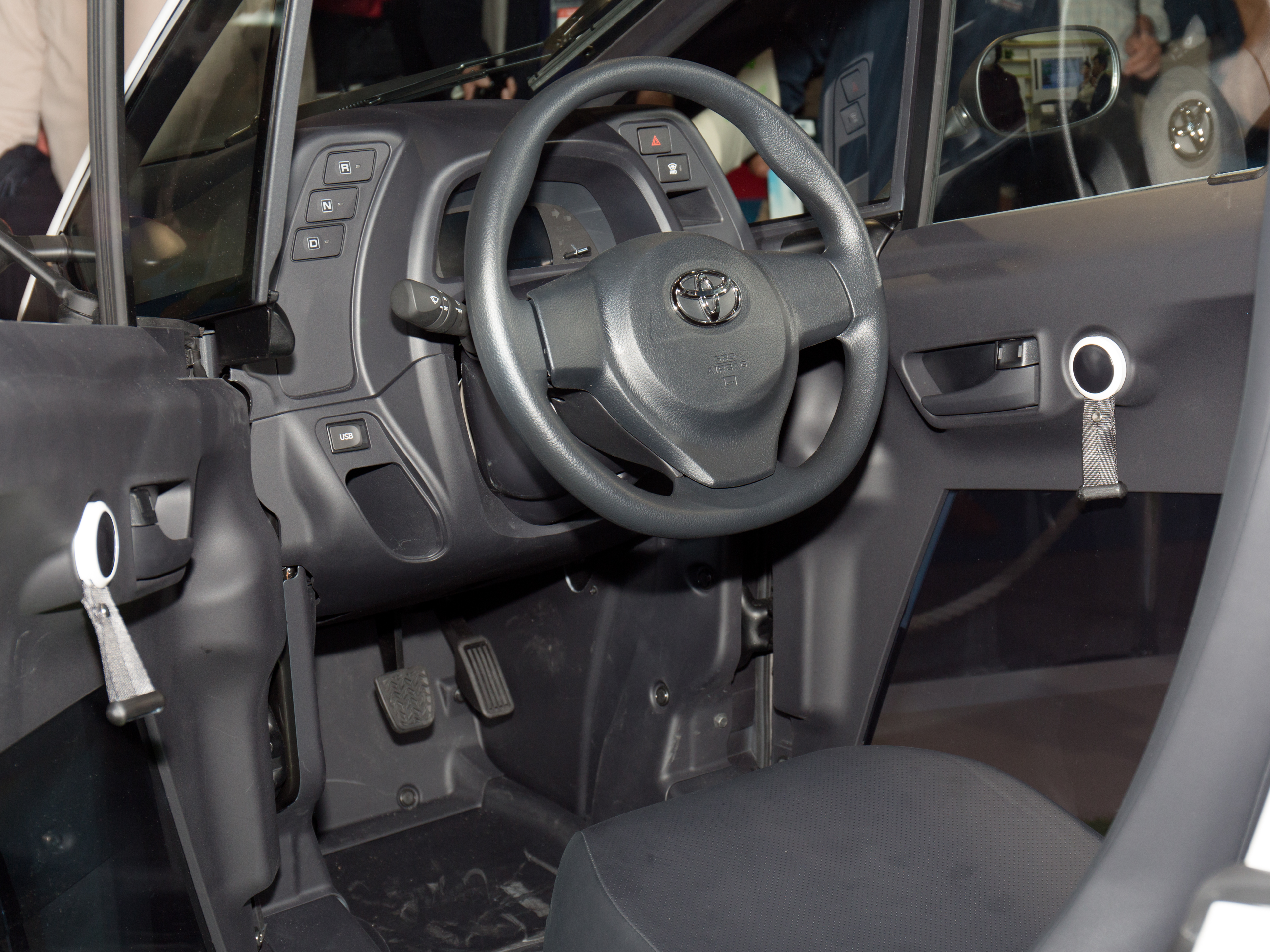
Cockpitansicht beim Genfer Auto-Salon 2013
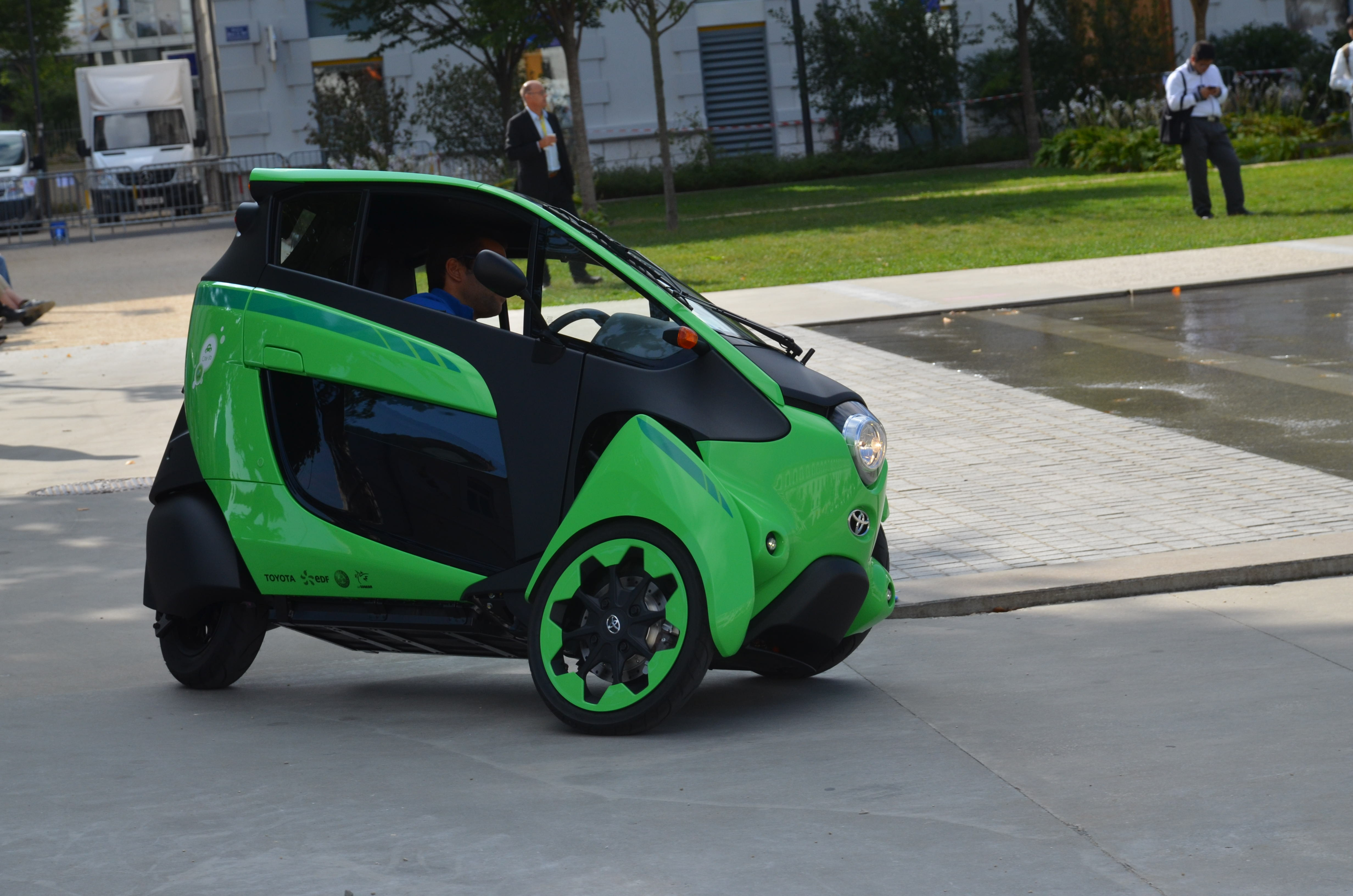
i-Road in Kurvenlage in Grenoble (2014)